# Gerard Kraus
Gerard Kraus (20 augustus 1898 – Groningen, 5 juni 1956) was een Nederlands arts en psychiater.

## Biografie
Gerard Kraus behaalde zijn HBS-diploma in Hilversum en studeerde daarna medicijnen aan de Rijksuniversiteit Utrecht. Na voltooiing van zijn studie was hij enige tijd assistent van prof. Jelgersma te Leiden en van prof. Wiersma te Groningen. In 1927 werd hij benoemd tot afdelingsgeneesheer in het provinciaal ziekenhuis te Santpoort, dat in 1943 op bevel van de Duitse bezetter ontruimd moest worden. Alle patiënten, geneeskundigen en het verplegend personeel hebben onder zijn supervisie een goed heenkomen gevonden naar instellingen elders in Nederland.
In 1931 promoveerde hij cum laude aan de Rijksuniversiteit Groningen op het proefschrift 'Krankzinnigheid in Nederland'. In hetzelfde jaar volgde hij, als jongste geneesheer, dr. Van der Scheer op als geneesheer-directeur van het provinciaal ziekenhuis te Santpoort.
In 1950 werd dr. Gerard Kraus benoemd tot gewoon hoogleraar in de psychiatrie aan de Rijksuniversiteit Groningen, opnieuw als opvolger van dan professor Van der Scheer. In de daarop volgende jaren bracht hij op verzoek van de World Mental Health Organisation bezoeken aan diverse landen in het Midden-Oosten, Egypte, Soedan en Pakistan en rapporteerde over de aldaar heersende problemen op het gebied van de geestelijke gezondheidszorg.
Na echtscheiding van zijn eerste vrouw vestigde hij zich enige jaren later opnieuw in Groningen, na jaren in Santpoort gewoond te hebben.
Van diverse wetenschappelijke publicaties is het 'Leerboek der Psychiatrie' misschien wel een van de bekendste. Dit leerboek is nog vele jaren verplichte literatuur geweest voor talloze studenten psychiatrie. Het leerboek verscheen postuum in 1957, een jaar na zijn plotselinge overlijden van Gerard Kraus op 5 juni 1956. Hij werd als hoogleraar in 1957 opgevolgd door professor Baan. Gerard Kraus ligt begraven op de begraafplaats Selwerderhof in Groningen.
Kraus trouwde in 1952 met mr. Catharina barones de Vos van Steenwijk (1913-2008), telg uit het geslacht De Vos van Steenwijk en dochter van mr. dr. Reint Hendrik baron de Vos van Steenwijk (1885-1964), commissaris van de Koningin in Drenthe.